# 古台寺遗址
古台寺遗址位于中国安徽省宿州市埇桥区曹村镇么庄村，是一处新石器时代遗址，2013年被列为第七批全国重点文物保护单位。
古台寺遗址于20世纪80年代中期由宿县文管所调查发现，1991年中国社会科学院考古研究所安徽队对这该遗址和附近的小山口遗址进行了试掘。遗址左为京沪铁路，右为306国道，面积至少有6万平方米。考古发掘发现了汉代堆积、大汶口文化堆积和早期新石器文化堆积。所发现的新石器时代早期文化遗存与小山口遗址相似。